# Goma
Goma er provinshovedstad og den største by i Nordkivu-provinsen i den østlige del af Den Demokratiske Republik Congo (DR Congo). Den ligger på den nordlige bred af Kivusøen og grænser op til den rwandiske by Gisenyi. mod sydøst Byen ligger i Albertine Rift i den vestlige gren af Det Østafrikanske Riftsystem og kun 13-18 km syd for den aktive vulkan Nyiragongo. Byen har et areal på ca. 75,72 kvadratkilometer og en anslået befolkning på næsten 2 millioner mennesker ifølge folketællingen i 2022, mens tallet i 1984 blev anslået til 80.000.
Goma er administrativt opdelt i to bykommuner, Goma og Karisimbi. Det er hjemsted for Goma Intrnationale Lufthavn, Unesco-verdensarvsstedet Virunga nationalpark, som er hjemsted for truede bjerggorillaer, og flere universiteter.

## Historie
Gomas nyere historie har været domineret af folkedrabet i Rwanda og vulkanen Nyiragongo. Folkedrabet i 1994 betød at byen blev udsat for en massiv flygtningestrøm. Det gav næring til den første og anden congokrig. Eftervirkningerne af disse begivenheder påvirkede stadig byen og dens omgivelser i 2010. Vulkanen havde i 2002 havde et udbrud, som ødelagde dele af byen med lava.
Byen blev indtaget af oprørere fra M23-bevægelsen i slutningen af 2012, men blev senere generobret af regeringsstyrker.
Goma er hjemsted for den årlige Amani-festival, der fejrer fred, og i 2020 tiltrak den et publikum på 36.000.

### Besættelse 2025
I slutningen af januar 2025 blev Goma igen angrebet af oprørsgruppen M23, der erklærede at de havde taget fuld kontrol over byen efter en voldsom militær offensiv.
6. februar meddeltes det at 2.900 var blevet dræbt i Goma i to ugers intense kampe. Oprørsgruppen rykkede videre til minebyen Nyabibwe, hvor der blev rapporteret om heftige kampe.

## Ved “Dødens sø”
Goma ligger ved breden af Kivusøen, der danner grænse til nabolandene Rwanda og Burundi. Kivusøen er en af de tre “dødens søer” i Afrika, der indeholder store mængder at farlige gasser, og ved et limnisk udbrud eller et jordskælv kan søen eksplodere som en flaske champagne og de frigjorte gasser vil udgøre en potentiel fare for kvælning og forgiftning af de omkringboende 2 millioner mennesker ("drukning" i kuldioxid på grund af kuldioxidens højere densitet end atmosfæren).  Der er dog bestræbelser for at afgasse søen.

## Flygtninge
I over tre årtier har Goma fungeret som et vigtigt sted for internt fordrevne, overvejende på grund af de tilbagevendende bølger af vold og humanitære nødsituationer, der har fundet sted i den østlige Demokratiske Republik Congo og tilstødende regioner. Fordrivelseskrisen startede i kølvandet på Folkedrabet i Rwanda i 1994, hvor omkring 1,2 millioner flygtninge overvejende hutuerer, gik ind i det østlige Congo, med mellem 500.000 og 850.000 mennesker, der ankom til Goma i løbet af fem dage i midten af juli 1994.  Denne massemigrering var en af de største grænseoverskridende bevægelser i nyere historie, hvor mange flygtninge etablerede midlertidige lejre omkring Goma.
13. februar 2024 er Goma hjemsted for anslået 1,7 millioner internt fordrevne på grund af fornyede konflikter mellem det congolesiske militær og forskellige oprørsgrupper, inklusive M23, med over 700.000 nytilkomne registreret i slutningen af 2022 og begyndelsen af 2023 alene.